# Toussieu
Toussieu ist eine französische Gemeinde mit 3.186 Einwohnern (Stand: 1. Januar 2022) im Département Rhône in der Region Auvergne-Rhône-Alpes. Sie  gehört administrativ zum Arrondissement Lyon und ist Teil des Kantons Genas (bis 2015: Kanton Saint-Symphorien-d’Ozon).

## Geographie
Toussieu liegt etwa 20 Kilometer südöstlich von Lyon.

### Nachbargemeinden
Umgeben wird Toussieu im Norden, Osten und Süden von Saint-Pierre-de-Chandieu sowie Mions im Westen.

## Bevölkerungsentwicklung
| Jahr                       | 1962 | 1968 | 1975 | 1982 | 1990 | 1999 | 2006 | 2012 |
| Einwohner                  | 770  | 968  | 1134 | 1517 | 1651 | 2019 | 2323 | 2456 |
| Quellen: Cassini und INSEE |      |      |      |      |      |      |      |      |

## Sehenswürdigkeiten
- Kirche Saint-Pierre

|  |